# Erik Bisgaard
Erik Bisgaard (født 25. januar 1890 i Silkeborg, død 21. juni 1987 i Buenos Aires, Argentina) var en dansk roer, der deltog i Sommer-OL 1912, hvor han sammen med de øvrige medlemmer af den danske besætning vandt bronze i firer med styrmand, udrigger.